# Stenopaltis lithina
Stenopaltis lithina là một loài bướm đêm trong họ Erebidae.